# Johann Christoph Friedrich Klug
Johann Christoph Friedrich Klug (5 de mayo de 1775, Berlín - 3 de febrero de 1856, ibíd.) fue un entomólogo alemán. 
Describió las mariposas y algunos otros insectos del Alto Egipto y Arabia en Christian Gottfried Ehrenberg y Wilhelm Friedrich Hemprich's Symbolæ Physicæ (Berlín, 1829-1845). Fue profesor de medicina y entomología en la Universidad de Berlín (conocida en la actualidad como la Universidad Humboldt de Berlín) donde fue conservador de las colecciones de insectos de 1810 a 1856. Al mismo tiempo dirigió el Jardín Botánico de Berlín, que contiene su colecciones. Klug trabajó principalmente con los himenópteros y los coleópteros. El género de planta Klugia (ahora llamado Rhynchoglossum, Familia Gesneriaceae) fue nombrado en su honor, así como las mariposas geitoneura klugii y heliophisma klugii.
En 1855, fue elegido miembro extranjero de la Real Academia Sueca de Ciencias.

## Obras selecionadas
- Historia instrumentorum ad polyporum exstirpationem, eorumque usus chirurgicus, tractatus inauguralis ... Diss. Halle 1797.

- Die Blattwespen nach ihren Gattungen und Arten zusammengestellt. Sitzungsberichte der Gesellschaft naturforschender Freunde zu Berlin 6: 45–62, 276–310 (1814).

- Entomologische Monographieen. Berlín. p. 172–196 (1824).

- Insecta. in: Ehrenberg, C.G. Symbolae Physicae, seu icones et descriptiones corporum naturalium novarum aut minus cognitorum (1829–1845)

- Berich über eine auf Madagascar veranstaltete Sammlung von Insecten aus der Ordnung Coleoptera. Abhandlungen der Preussische Akademie der Wissenschaften, pp. 91–223 (1833).

- Uebersicht der Tenthredinetae der Sammlung (des Berliner entomologischen Museums). Jahrbücher der Insektenkunde 1: 233–253 (1834).

- Con Carl Heinrich Hopffer e ilustrado por Bernhard Wienker Neue Schmetterlinge der Insekten-Sammlung des Königl. Zoologischen Musei der Universität zu Berlin Hft. v. 1 – 2 Berlín : Bei dem Herausgeber BHL (1836)

- Fortsetzung der Diagnosen der neuen (und bereits seit mehreren Monaten vollständig gedruckten) Coleopteren, welche die Insectensendungen des Herrn Dr. Peters von Mossambique enthalten hatten, von der Familie der Staphylinii an bis zu den Lamelicornia, diese mit eingeschlossen.Berichten der Akademie der Wissenschaften, Berlin 20: 643–660 (1855)

- Ueber die Geschlechtsverschiedenheit der Piezaten. Erster Haelfte der Fabriciusschen Gattungen. Mag. Ges. Naturf. Freunde Berlin 1: 68–80. (1807)